# Пепељуга (ТВ серија)
Пепељуга (шп. Muchacha italiana viene a casarse) мексичка је теленовела, продукцијске куће Телевиса, снимана током 2014 и 2015.
У Србији је приказивана 2015. године. Првих 69 епизода емитовано је на телевизији Пинк, док су преостале приказане на кабловском каналу Пинк 2.

## Синопсис
Фиорела Бијанки је млада и романтична Италијанка, која је у детињству изгубила мајку. Од тада је морала да се стара о својој млађој сестри Ђани, која има болесно срце. Такође, преузела је на себе и бригу о болесном оцу Марију. Мала породица је живела тешко у скученом собичку, што је посебно жалостило Фиорелу, која није била у стању да својим најмилијима понуди боље место за живот, упркос томе што је готово даноноћно радила као чистачица. Ова девојка одувек је сањала о прелепом венчању, али никада није упознала мушкарца који ју је схватио озбиљно. Ипак, она није одустајала од својих снова, а када је једном приликом повратка кући сасвим случајно налетела на очаравајућег младића пожелела је да се уда за некога попут њега.
Након што је добила отказ на послу, Фиорела је, дошавши кући, затекла свога оца на самрти. Недуго пре тога, Марио је замолио свог старог пријатеља, Виторија Драгонеа, који живи у Мексику, да помогне његовим ћеркама након што он умре. Виторио није чекао његову смрт да би девојкама пружио помоћ. Не само да им је послао што им је било потребно, већ се усудио да Фиорели предложи да се уда за њега. Међутим, страхујући да би га одбила јер је стар, послао јој је своју фотографију из младости. Након много размишљања, Фиорела је одлучила да прихвати његов предлог, надајући се да ће се том удајом њен и Ђанин живот потпуно променити. Њих две су тако спаковале кофере и кренуле пут Мексика.
Међутим, тек што су крочиле на америчко тло, низ околности променио је њихове планове - нити је Виторио нашао њих, нити су оне пронашле њега. Ипак, упознале су Аделу и Рејнлада који су се сажалили на њих и дозволили им да живе у њиховом дому.
Недуго потом, Фиорела је добила посао - требало је да чисти један стан. Тако ју је судбина поново спојила са младићем којег је раније упознала на улицама Италије и о коме је све време маштала. Он је Педро Анхелес, дечко девојке по имену Тања, чији је стан Фиорела чистила. Када Тања страда у несрећи након расправе са Педром, он жели да купи Фиорелино ћутање, не желећи да се сазна за његову авантуру са покојницом. Ипак, млада Италијанка одлучно одбија његов новац и тражи да је запосли на имању своје породице.
Иако он то одбија, Фиорела се не предаје тако лако - уз помоћ његовог шофера, са сестром стиже на ранч Педрове имућне породице. Гледајући на њихов долазак као на озбиљну претњу, али и објаву рата, Педро је принуђен да их запосли, али их упозорава да им живот на имању неће бити нимало лак. Фиорела није ни помишљала да би такво рајско место могло да буде прави пакао. Наиме, чланови богате породице међусобно се боре за наследство стечено на темељу тајни и злочина. Осим тога, Фиорела је и сама део строго чуваних тајни - на ранчу ће открити истину о свом пореклу, која ће заувек променити њен живот.
Са друге стране, иако није желео да се заљуби, Педро ће почети да осећа нешто према Фиорели, која ће га навести да живот посматра на други начин. Међутим, баш када њихова љубав буде почела да цвета, Виторио ће пронаћи Фиорелу и тражити од ње да испуни своје обећање и уда се за њега. Тако љубав Педра и Фиореле неће бити угрожена интригама његове породице, већ и Виториовом опсесијом. Међутим, њих двоје су одлучни да се, упркос свему, боре за своју срећу. 

## Глумачка постава

### Главне улоге
| Глумац:               | Улога:          |
| --------------------- | --------------- |
| Ливија Брито          | Фиорела Бијанки |
| Хосе Рон              | Педро Анхелес   |
| Aртуро Гарциа Тенорио | Фидел           |

### Споредне улоге
| Глумац:           | Улога:            |
| ----------------- | ----------------- |
| Наилеа Норвинд    | Федерика Анхелес  |
| Мајк Бијађо       | Освалдо Анхелес   |
| Рикардо Блум      | Марио Бијанки     |
| Фернандо Аљенде   | Серхио Анхелес    |
| Франциско Гаторно | Анибал Валенсија  |
| Ракел Гарса       | Адела             |
| Ела Велден        | Ђана Бијанки      |
| Елеазар Гомез     | Бенито Сегура     |
| Хосе Пабло Минор  | Гаел Анхелес      |
| Исела Вега        | Елоиса Анхелес    |
| Паула Марселини   | Роксана Ривера    |
| Енрике Роча       | Виторио Драгоне   |
| Сесар Боно        | Рејналдо Сегура   |
| Клаудио Баез      | Максимо Анхелес   |
| Марибел Гуардила  | Хулијета          |
| Мими Моралес      | Соња Анхелес      |
| Џесика Коч        | Тања Казанова     |
| Лурдес Мунгија    | Хоакина           |
| Сол Мендез Рој    | Дијана Аларкон    |
| Салвадор Пинеда   | Данте Давалос     |
| Добрина Кристева  | Белинда           |
| Кандела Маркез    | Аитана де ла Рива |